# Drjenolike
Drjenolike (lat. Cornales),  biljni red iz razreda dvosupnica kojemu ime dolazi po rodu pulugrmova i drveća, Cornus (drijen) (četiri vrste rastu u Hrvatskoj), koje svoje ime daje i porodici drjenovki, nazivana i svibovine ili svibovače (Cornaceae). Ostale porodice su Curtisiaceae (jedini rod i vrsta kurtisija; Curtisia), Grubbiaceae (jedini rod Grubbia), Hydrangeaceae (3 vrste u Hrvatskoj), Hydrostachyaceae (rod Hydrostachys), Nyssaceae (tupelovke) i Loasaceae.
Redu drjenolikih pripada preko 660 vrsta, a plod je koštuničavo voće. Cvjetovi drijenova su skupljeni u cvatove, drvo je tvrdo i koristi se u tokarstvu. Pravi drijenovi rašireni su uglavnom u istočnoj Aziji, a u Hrvatskoj su najčešći tvrdi drijen ili crveni drijen (Cornus mas) i sviba ili svibovina (Cornus sanguinea) s podvrstom C. s. subsp. hungarica, i bijeli drijen ili bijeli svib (Cornus alba).
Cornales je najbazalniji red jezgre asteridne klade (organizama s jednim zajedničkim pretkom), ili simpetalne loze cvjetnica, u botaničkom klasifikacijskom sustavu Angiosperm Phylogeny Group III (APG III). Biljke u ovom redu uglavnom su drvenaste, s četverostrukim cvjetnim dijelovima i nespojenim laticama.

## Porodice i rodovi
1. Familia Hydrostachyaceae Engl. (20 spp.)
  1. Hydrostachys Thouars (20 spp.)
2. Familia Loasaceae Juss. (329 spp.)
  1. Subfamilia Eucnidoideae ined.
    1. Eucnide Zucc. (14 spp.)

  2. Subfamilia Schismocarpoideae ined.
    1. Schismocarpus S.F.Blake (2 spp.)

  3. Subfamilia Loasoideae Gilg
    1. Huidobria Gay (2 spp.)
    2. Kissenia R. Br. ex T. Anderson (2 spp.)
    3. Plakothira Florence (3 spp.)
    4. Xylopodia Weigend (2 spp.)
    5. Nasa Weigend (98 spp.)
    6. Aosa Weigend (8 spp.)
    7. Presliophytum (Urb. & Gilg) Weigend (5 spp.)
    8. Blumenbachia Schrad. (10 spp.)
    9. Loasa Adans. (23 spp.)
    10. Grausa Weigend & R. H. Acuña (6 spp.)
    11. Klaprothia Kunth (2 spp.)
    12. Pinnasa Weigend & R. H. Acuña (7 spp.)
    13. Scyphanthus [D. Don] (1 sp.)
    14. Caiophora J. Presl (38 spp.)

  4. Subfamilia Mentzelioideae (Rchb.) Gilg
    1. Mentzelia L. (97 spp.)

  5. Subfamilia Gronovioideae (Rchb.) M. Roem.
    1. Gronovia L. (2 spp.)
    2. Fuertesia Urb. (1 sp.)
    3. Cevallia Lag. (1 sp.)

  6. Subfamilia Petalonychoideae Weigend
    1. Petalonyx A. Gray (5 spp.)
3. Familia Hydrangeaceae Dumort. (220 spp.)
  1. Subfamilia Jamesioideae L. Hufford
    1. Jamesia Torr. & A. Gray (2 spp.)
    2. Fendlera Engelm. & A. Gray (4 spp.)

  2. Subfamilia Hydrangeoideae Burnett
    1. Tribus Philadelpheae DC. ex Duby
      1. Fendlerella A. Heller (4 spp.)
      2. Whipplea Torr. (1 sp.)
      3. Deutzia Thunb. (64 spp.)
      4. Kirengeshoma Yatabe (1 sp.)
      5. Philadelphus L. (54 spp.)
      6. Carpenteria Torr. (1 sp.)

    2. Tribus Hydrangeeae DC.
      1. Hydrangea L. (89 spp.)
4. Familia Curtisiaceae (Harms) Takht. (1 sp.)
  1. Curtisia Aiton (1 sp.)
5. Familia Grubbiaceae Endl. ex Meisn. (3 spp.)
  1. Grubbia P.J.Bergius (3 spp.)
6. Familia Nyssaceae Juss. ex Dumort. (38 spp.)
  1. Subfamilia Mastixioideae Harms
    1. Mastixia Blume (22 spp.)

  2. Subfamilia Davidioideae Harms
    1. Davidia Baill. (1 sp.)

  3. Subfamilia Nyssoideae Arn.
    1. Nyssa L. (11 spp.)
    2. Diplopanax Hand.-Mazz. (2 spp.)
    3. Camptotheca Decne. (2 spp.)
7. Familia Cornaceae Bercht. & J. Presl (108 spp.)
  1. Subfamilia Alangioideae Burnett
    1. Alangium Lam. (58 spp.)

  2. Subfamilia Cornoideae Endl.
    1. Cornus L. (50 spp.)